# Vicki Dravesová
Vicki Dravesová (31. prosince 1924 San Francisco – 11. dubna 2010 Palm Springs) byla americká skokanka do vody.
Narodila se jako Victoria Manalová v rodině filipínského přistěhovalce. V šestnácti letech se začala věnovat skokům do vody, původně závodila pod jménem Vicki Taylorová, protože Los Angeles Athletic Club nepřijímal do svých řad barevné sportovce. V roce 1946 se provdala za svého trenéra Lylea Dravese. Třikrát se stala mistryní USA ve skoku z věže (1946, 1947 a 1948) a jednou ve skoku z prkna (1948). Na Letních olympijských hrách 1948 v Londýně zvítězila ve skoku z věže i z prkna – stala se první ženou v historii, která vyhrála obě skokanské disciplíny na jedné olympiádě a také první reprezentantkou USA asijského původu, která získala zlatou olympijskou medaili.
Po hrách přestoupila k profesionálům a vystupovala ve vodní show Bustera Crabbeho, později pracovala jako sekretářka, věnovala se rodině a aktivitám ve filipínských krajanských organizacích. V roce 1969 byla uvedena do Mezinárodní síně slávy plaveckého sportu a v roce 2006 byl po ní pojmenován park v San Franciscu.